# Club Baloncesto Estudiantes 2014-2015
Questa voce raccoglie le informazioni riguardanti il Club Baloncesto Estudiantes nelle competizioni ufficiali della stagione 2014-2015.

## Stagione
La stagione 2014-2015 del Club Baloncesto Estudiantes è la 59ª nel massimo campionato spagnolo di pallacanestro, la Liga ACB.

## Roster
Aggiornato al 22 dicembre 2024.
| Movistar Estudinates 2014-15 | Movistar Estudinates 2014-15 |
| Giocatori                    | Staff tecnico                |
| ---------------------------- | ---------------------------- |

| N. | Naz.                                     | Ruolo | Nome                | Anno | Alt.   | Peso   |  |
| -- | ---------------------------------------- | ----- | ------------------- | ---- | ------ | ------ |  |
| 2  | Spagna (bandiera)                        | P     | Joan Creus          | 1992 | 185 cm | 77 kg  |  |
| 4  | Argentina (bandiera) · Spagna (bandiera) | G     | Federico Van Lacke  | 1980 | 191 cm | 85 kg  |  |
| 7  | Spagna (bandiera)                        | P     | Jaime Fernández     | 1993 | 186 cm | 79 kg  |  |
| 8  | Serbia (bandiera)                        | AG    | Stefan Birčević     | 1989 | 211 cm | 96 kg  |  |
| 9  | Spagna (bandiera)                        | A     | Edgar Vicedo        | 1994 | 204 cm | 96 kg  |  |
| 11 | Spagna (bandiera)                        | AG    | Nacho Martín (C)    | 1983 | 202 cm | 108 kg |  |
| 14 | Spagna (bandiera)                        | P     | Javi Salgado (C)    | 1980 | 180 cm | 82 kg  |  |
| 15 | Spagna (bandiera)                        | AP    | Ander Martínez      | 1995 | 195 cm |        |  |
| 16 | Spagna (bandiera)                        | G     | Juan Llorente       | 1993 | 192 cm |        |  |
| 19 | Senegal (bandiera) · Spagna (bandiera)   | C     | Waly Niang          | 1996 | 206 cm | 95 kg  |  |
| 19 | Spagna (bandiera)                        | C     | David Sainsbury     | 1994 | 204 cm |        |  |
| 20 | Stati Uniti (bandiera)                   | C     | Diamon Simpson      | 1987 | 201 cm | 104 kg |  |
| 21 | Stati Uniti (bandiera)                   | AP    | James Nunnally      | 1990 | 200 cm | 95 kg  |  |
| 21 | Italia (bandiera)                        | G     | Pietro Aradori      | 1988 | 195 cm | 96 kg  |  |
| 22 | Spagna (bandiera)                        | AP    | Xavi Rabaseda       | 1989 | 196 cm | 93 kg  |  |
| 25 | Spagna (bandiera)                        | G     | Darío Brizuela      | 1994 | 188 cm | 75 kg  |  |
| 41 | Spagna (bandiera)                        | AC    | Juancho Hernangómez | 1995 | 206 cm | 96 kg  |  |
| 43 | Spagna (bandiera)                        | AC    | Pep Ortega          | 1984 | 201 cm | 100 kg |  |
| 55 | Slovenia (bandiera)                      | C     | Uroš Slokar         | 1983 | 210 cm | 114 kg |  |

| Allenatore                                                                                      |
| - Txus Vidorreta                                                                                |
| Assistente/i                                                                                    |
| - Juan Antonio Cabrerizo - Alberto Lorenzo Legenda - (C) Capitano - (IN) Inattivo - Infortunato |

## Mercato

### Sessione estiva
| Acquisti | Acquisti        | Acquisti            | Acquisti   | Acquisti |
| R.a      | Nome            | da                  | Modalità   |          |
| -------- | --------------- | ------------------- | ---------- | -------- |
| P        | Javi Salgado    | San Sebastián       | definitivo |          |
| AP       | James Nunnally  | Cang. de Santurce   | definitivo |          |
| AG       | Stefan Birčević | Radnički Kragujevac | definitivo |          |
| AG       | Nacho Martín    | Gran Canaria        | definitivo |          |
| AC       | Pep Ortega      | Tizona Burgos       | definitivo |          |
| AC       | Diamon Simpson  | Ironi Nes Ziona     | definitivo |          |
| C        | Waly Niang      | Real Madrid         | definitivo |          |

| Cessioni | Cessioni       | Cessioni        | Cessioni         | Cessioni |
| R.       | Nome           | a               | Modalità         |          |
| -------- | -------------- | --------------- | ---------------- | -------- |
| P        | Quino Colom    | Bilbao Berri    | fine contratto   |          |
| G        | Darío Brizuela | Peñas Huesca    | prestito         |          |
| G        | Kyle Kuric     | Gran Canaria    | fine contratto   |          |
| GA       | Andrés Miso    | Fuenlabrada     | fine contratto   |          |
| A        | Edgar Vicedo   | Peñas Huesca    | rinnovo prestito |          |
| AG       | Guillem Rubio  | Free agent      | fine contratto   |          |
| AC       | Marko Banić    | Alba Berlino    | rescissione      |          |
| AC       | Dejan Ivanov   | N.B. Brindisi   | fine contratto   |          |
| C        | Fran Guerra    | Força Lleida    | prestito         |          |
| C        | Lucas Nogueira | Toronto Raptors | fine contratto   |          |
| C        | Uroš Slokar    | Free agent      | fine contratto   |          |

### Dopo l'inizio della stagione
| Acquisti | Acquisti       | Acquisti      | Acquisti         | Acquisti      |
| R.       | Nome           | da            | Data             | Modalità      |
| -------- | -------------- | ------------- | ---------------- | ------------- |
| C        | Uroš Slokar    | Free agent    | 29 ottobre 2014  | definitivo    |
| G        | Pietro Aradori | Galatasaray   | 18 dicembre 2014 | definitivo    |
| P        | Joan Creus     | Estudiantes B | marzo 2014       | definitivo    |
| A        | Edgar Vicedo   | Peñas Huesca  | maggio 2014      | fine prestito |
| G        | Darío Brizuela | Peñas Huesca  | maggio 2014      | fine prestito |

| Cessioni | Cessioni       | Cessioni       | Cessioni         | Cessioni    |
| R.       | Nome           | a              | Data             | Modalità    |
| -------- | -------------- | -------------- | ---------------- | ----------- |
| AP       | James Nunnally | Maccabi Ashdod | 23 novembre 2014 | rescissione |
| AC       | Pep Ortega     | Manresa        | 3 febbraio 2015  | rescissione |
| G        | Pietro Aradori | Reyer Venezia  | 11 maggio 2015   | rescissione |